# Радибор
Радибор или Ра́двор (нем. Radibor; в.-луж. Radwor) — коммуна в Германии, в земле Саксония. Подчиняется административному округу Дрезден. Входит в состав района Баутцен. Население составляет 3383 человека (на 31 декабря 2010 года). Занимает площадь 61,93 км².
Входит в состав культурно-территориальной автономии «Лужицкая поселенческая область», на территории которой действуют законодательные акты земель Саксонии и Бранденбурга, содействующие сохранению лужицких языков и культуры лужичан. Официальным языком в населённом пункте, помимо немецкого, является лужицкий.

## Сельские округа
- Борниц (Boranecy)
- Брона (Bronjo)
- Вессель (Wjesel)
- Гросбрёзерн (Wulki Přezdrěń)
- Грюнбуш (Radworski Haj)
- Дробен (Droby)
- Камина (Kamjenej)
- Квос (Chasow)
- Кёлльн (Chelno)
- Липпич (Lipič)
- Ломске (Łomsk)
- Луппа (Łupoj)
- Луппедубрау (Łupjanska Dubrawka)
- Луттовиц (Lutobč)
- Мерка (Měrkow)
- Милквиц (Miłkecy)
- Милькель (Minakał)
- Ной-Борниц (Nowe Boranecy)
- Ной-Брона (Nowe Bronjo)
- Радибор
- Тайха (Hat)
- Шварцадлер (Čorny Hodler)

## Известные жители и уроженцы
- Лоренц-Залеский, Якуб (1874—1939) — лужицкий писатель и общественный деятель.